# Rosita Espinosa
Rosita Espinosa est un personnage principal de la série télévisée The Walking Dead . Elle est interprétée par Christian Serratos et doublée en version française par Adeline Chetail.

## Biographie fictive

### Saison 4
Rosita fait partie du groupe d'Eugène et d'Abraham. Elle essaie de séparer Glenn de Abraham quand ils se battent, mais ils seront arrêtés par les bruits de la mitraillette d'Eugène, seule avec Eugène et Abraham, ils rencontreront Maggie, Sasha et Bob, tout de suite, ils iront aider Glenn et Tara.
C'est le premier groupe à arriver au Terminus.
Lors de l'épisode final, quand Rick, Carl, Daryl et Michonne rentrent dans le wagon, elle s'y trouve avec les autres.

### Saison 5
Rosita fait partie des survivants de Terminus. Dès l'épisode L'Hôpital, elle quitte le groupe accompagnée d'Abraham, Maggie, Glenn, Tara et Eugène afin d'atteindre Washington. Dans l'épisode Développement personnel, elle témoigne d'un soutien sans relâche pour Abraham dans ses décisions mais finit cependant par le menacer de son arme à la fin de l'épisode lorsque ce dernier s'attaque violemment à Eugène après ses révélations. Pendant la sortie à la pêche avec Glenn et Tara, elle accepte de rester avec eux.
Dans l'épisode Coda, GREATM revient à temps à l'église de Gabriel et vont à Grady Memorial Hospital récupérer le reste du groupe. En y arrivant, ils y voient Daryl sortir avec le cadavre de Beth, la sœur de Maggie.
Durant le trajet jusqu’à Washington DC, elle et Abraham ont un moment de complicité quand ils arrivent à Washington leurs rappelant la mission quand Eugène se faisait passer pour un scientifique. Comme le reste du groupe, elle atteint Alexandria Safe Zone à la fin de l'épisode La Distance. Elle devient l'assistante de Pete au cabinet médical. Elle est attirée par Pete mais celui-ci lui fait comprendre qu'il est marié.
Un jour, Sasha disparaît d'Alexandria et elle fut obligée d’avertir Michonne et elles iront toutes les deux rechercher et sauver Sasha dans la forêt entourant Alexandria.
Dans l'épisode final, elle fait du bruit pour qu'Eugène se réveille et puisse enfin avoir une discussion avec Abraham, après cela elle reste aux côtés de Tara toujours dans le coma et cette dernière se réveillera vers la fin de l'épisode.

### Saison 6
Rosita fait partie de ceux qui sont restés à Alexandria pendant l'extraction des zombies. Elle contre-attaque avec Aaron quand les Wolves envahissent Alexandria, faisant plusieurs victimes. Elle écoute le discours de Rick après que celui-ci soit revenu à Alexandria après avoir été coursé par la horde de rôdeurs et acquiesce quand Rick dit que les autres (Abraham, Daryl, Sasha et Glenn) vont revenir. 
Dans l'épisode 7, elle donne un cours pour se servir de machettes, à plusieurs habitants d'Alexandria dont Kent. Jessie et Eugène préfèrent partir de peur.
À la suite de la chute du mur d'Alexandria, elle sauve Eugène avec Tara et les trois se réfugient dans l'école d'Alexandria. Elle déclare alors avoir peur qu'Abraham soit mort.
Eugène crochetant une porte, ils arrivent juste au moment où le leader des Wolves prend en otage Denise avec Morgan et Carol assommés. Impuissants, ils seront forcés de lui donner leurs armes et de le regarder partir avec Denise.
Par la suite, après le réveil de Morgan et Carol, tous vont se battre dans la ruelle contre les mordeurs. Elle retrouvera Abraham de retour et lui offrira un collier fait par elle-même, mais quelque temps après, Abraham la quitte. Elle fait partie du combat contre les Saviors en aidant Aaron à tuer ces derniers.
Elle effectuera un raid avec Daryl et Denise pour chercher des médicaments pour Alexandria. Au retour du raid, Denise sera tuée par Dwight qui avec plusieurs Sauveurs ont aussi pris en otage Eugène. Rosita et Daryl déposent les armes, mais ils sont sauvés grâce au signal d'Eugène pour qu'Abraham, caché dans les bois, intervienne. Abraham, Rosita et Daryl rejoignent ensuite Alexandria avec Eugène blessé.
Quand elle apprend que Daryl est reparti sur la piste de Dwight, elle remplace Abraham aux côtés de Glenn et Michonne pour stopper la traque. Sachant où va Daryl, le groupe le rejoint. Rosita reste avec Daryl tandis que Glenn et Michonne rebroussent chemin puis se font entourer par le groupe de Dwight. Daryl et Rosita repèrent ensuite l'endroit où Michonne et Glenn sont maintenus prisonniers, mais c'est un piège : Dwight et un comparse prennent à revers Rosita et Daryl. Dwight tire à bout portant sur Daryl.
Dans l'épisode final Dernier jour sur Terre, le groupe de Rick est pris au piège. Les « Sauveurs » la libèrent alors pour qu'ils attendent tous à genoux la sentence de Negan. Le regard vide et les larmes aux yeux, Rosita est impuissante et désespérée, pensant qu'elle peut potentiellement vivre ses derniers instants. Après un discours sous haute tension, Negan fait son choix et sa batte « Lucille » s'abat alors sur l'un d'entre eux.

### Saison 7
Dans le premier épisode, c'est finalement Abraham qui est choisi par Negan. Battu à mort par Negan à l'aide de sa batte Lucille, Rosita, apeurée, reste complètement choquée du meurtre barbare auquel elle vient d'assister. Déboussolée et surtout terrorisée, elle ne réagit même pas aux provocations de Negan : ce dernier, comprenant à l'état de la jeune femme qu'elle avait une relation avec Abraham, se met à la viser personnellement en lui ordonnant de regarder la batte encore couverte des restes de la tête d'Abraham, ce qu'elle ne fait pas, celle-ci étant paralysée de peur. Daryl défend alors Rosita en frappant Negan, ce qui a pour effet de faire tuer Glenn, agenouillé juste à côté de Rosita qui sursauta au même moment.  Après les meurtres, Rosita est encore complètement bouleversée par ce qu'il vient d'arriver et pourtant, accompagnée de Sasha et Eugene, elle trouve la force de porter le corps d'Abraham jusqu'au camping-car pour que le reste du groupe puisse l'enterrer avec celui de Glenn à la Colline.
Dans les épisodes suivants, Rosita voue une haine profonde à Negan, bien décidée à le tuer. Étant bien l'une des seules à ne pas vouloir se soumettre à ce dernier, bien qu'elle soit obligée d'apporter des vivres pour les Sauveurs au même titre que les habitants d'Alexandria et plusieurs autres colonies aux alentours, elle cherche un moyen de se venger tout en résistant aux autres provocations de Negan à son encontre lors de sa venue à Alexandria. Spencer et elle partent récupérer la moto de Daryl laissée au bord des rails depuis la saison précédente pour la donner à Dwight et elle en profite d'ailleurs pour voler une arme à un des Sauveurs qui s'est transformé en rôdeurs, malgré les risques de se faire prendre, alors que les Sauveurs viennent de récupérer toutes les armes à Alexandria. Lorsque Tara revient à Alexandria, elle lui demande si elle a trouvé un lieu où il y a des armes.
Après un rapprochement avec Spencer, elle se met hors d'elle lorsque ce dernier est sauvagement assassiné par Negan dans l'épisode 8, elle qui venait d'accepter un rencard avec ce dernier. Malgré les supplications du Père Gabriel pour éviter à la jeune femme de se faire tuer en tuant Negan quelques heures auparavant, Rosita braque son arme face à Negan et tire. Touchant Lucille, la batte de Negan, et manquant de peu ce dernier, elle est mise à terre par Arat, la femme faisant office de bras droit de Negan, alors que ce dernier explose de rage. Menacée d'avoir le visage tailladé, Rosita refuse d'avouer à Negan qu'Eugene a créé la balle qu'elle vient de tirer sur lui lorsqu'il se rend compte que la balle en question est "fait maison". Face à son refus, la jeune femme affirmant l'avoir créé elle-même pour sauver Eugene au péril de sa vie, Negan décide de ne pas la tuer. Se rendant compte de son courage, il l'épargne mais ordonne à Arat de tuer une personne au hasard pour convaincre Rosita de dire la vérité. Malgré les cris de Rosita pour empêcher un nouveau meurtre, Olivia est tuée d'une balle dans la tête et Eugene se livre finalement. Negan l'épargne à son tour et prend ce dernier comme prisonnier en l'amenant dans son repaire, sous les pleurs de Rosita qui demande à être prise à sa place. À la fin de l'épisode, Rosita accompagne Rick, Carl, Michonne et Tara à La Colline pour retrouver Maggie et Sasha et par la même occasion Jésus et Daryl, ce dernier venant de s'échapper du repaire de Negan.
Après avoir beaucoup réfléchie, elle et Sasha font équipe pour essayer de tuer Negan pour venger Glenn et Abraham, mais Sasha la "trahit" et bloque la porte du sanctuaire pour essayer seule de tuer Negan, après la fuite du sanctuaire, Rosita croise Dwight et elle l'emmène à Alexandria pour que Dwight dise à Rick qu'il veut également la mort de Negan !
Dans l'épisode final, elle décide avec Rick de faire exploser les mines là où se trouvent Eugene et les Sauveurs, mais les bombes ont été désamorcées par les Scavengers qui sont des alliés de Sauveurs. Au cours de la fusillade, elle est blessée par balle. Mal en point et sans défenses elle sera sauvée par Tara  avant qu'elle ne puisse être abattue par un sauveur. Elle est ensuite emmenée à l'infirmerie.

### Saison 8
Elle fait partie de l'équipe de défense avec Michonne et Carl et reste à contrecœur à Alexandria. 
Michonne et elle quittent Alexandria pour voir l'état du sanctuaire de leurs propres yeux, mais elles devront d'abord se débarrasser de deux Sauveurs dans un entrepôt avec l'aide de Daryl et Tara. Alors qu'elle, Michonne, Tara et Daryl se dirigent vers le Sanctuaire pour en finir, elle décide de faire demi-tour et de rentrer à Alexandria, justifiant qu'il a fallu la mort de Sasha pour lui faire comprendre de ne pas agir seule.
Elle survit à l'attaque des Sauveurs sur Alexandria et fera le voyage avec Daryl, Tara, Dwight et les habitants d'Alexandria jusqu'à la Colline.
Elle survivra à l'assaut des Sauveurs à la Colline et se battra contre les Sauveurs lors de la bataille finale et sauvera même la vie d'Eugène.

### Saison 9
Elle est affectée au sanctuaire où elle aide Daryl, Eugène et les sauveurs à rendre l'endroit viable.
Par la suite, elle rejoint le camp de travail sous la supervision de Rick pour contrôler les différentes hordes pouvant mettre en danger le camp.
Elle tente de calmer les tensions entre les sauveurs et les autres communautés avant l'arrivée de Rick.
Elle survit à l'attaque des sauveurs sur le camp et rejoint les troupes de Maggie pour aller sauver Rick qui emmène la horde sur le pont. Elle assiste au sacrifice de Rick qui fait exploser le pont.
Six ans plus tard, elle est en expédition avec Aaron, Laura, Eugène et Judith Grimes qui ramène un nouveau groupe. Rappelant à Judith qu'Alexandria n'accueille plus personne, elle se laisse tout de même convaincre de ramener le groupe en ville et cache leurs yeux pour cacher l'emplacement de la ville. De retour en ville, elle parle avec Gabriel du fait de rechercher de nouvelles personnes même si Michonne désapprouve. Elle part finalement avec Eugène aux tours relais. Eugène la prévient qu'une horde arrive. Rosita l'aide à se déplacer pour échapper à la horde et ils se cachent dans la boue et sont effrayés par le fait qu'ils entendent les rôdeurs parler.
Rosita laisse Eugène dans une grange et fuit pour attirer la meute qui murmure son intention de la retrouver. Elle est retrouvée par Aaron et Jesus puis amené à la Colline.
Rosita se réveille et veut retrouver Eugène. Elle raconte l'histoire à Michonne qui la croit et part aider Daryl, Aaron et Jesus à le ramener.
Elle assiste au retour de Michonne, Daryl, Aaron, Eugene, Magna et Yumiko qui revienne avec le corps de Jesus et une prisonnière. Elle reste avec Eugene pendant que Siddiq le soigne. Eugene avoue ses sentiments mais Rosita le repousse et sort vomir, elle est rejoint par Siddiq. Rosita lui avoue qu'elle est enceinte de lui. Elle assiste à l'enterrement de Jesus et repart avec Michonne, Aaron, DJ, Siddiq et Eugene vers Alexandria.
Rosita reste à Alexandria essayant de cacher sa grossesse. Eugène lui transmettra par l'intermédiaire de Gabriel de quoi cacher son ventre. 
Elle part vers le Royaume avec la délégation d'Alexandria pour participer à la foire. Elle remercie Eugene pour le sac de grossesse et l'aide a réparer la radio. Elle écoute le récit de Siddiq en larme quand il parle des morts de Tara et des autres.
Pendant la tempête de neige, elle reste à Alexandria pour veiller sur Judith et RJ tout en surveillant Negan sur ordre de Michonne, ce dernier en profite pour se moquer du quatuor amoureux. Le groupe est forcé de se rendre chez Aaron pour échapper au froid. Negan se plaint que personne ne le détache. Rosita propose de mentir à Michonne. Finalement le groupe atteint la maison de Michonne et Negan sauve Judith et Dog.

### Saison 10
Rosita aura donné naissance à son enfant. Elle passe la plupart de son temps à Alexandria et à s'occuper de sa fille Coco. Elle parle avec Siddiq du traumatisme de ce dernier.
Un soir, elle est attaquée par Dante qui venait de tuer Siddiq. Rosita arrive à dominer Dante puis élimine Siddiq qui s'est transformé pour protéger Coco. 
Rosita fait des cauchemars sur les chuchoteurs assassinant Coco. Le matin, Gamma se présente au porte d'Alexandria pour les prévenir que leur groupe est en danger. Gabriel et Rosita sont méfiants et Rosita assomme Gamma. Plus tard, Gamma révèle au conseil tout ce qu'elle sait. Gabriel prépare le plan mais Rosita hésite toujours à la croire et est contrariée par le changement du père de son enfant. Gabriel décide finalement de partir avec une petite équipe pendant que Rosita est chargée des défenses de la ville. Des Alexandriens repèrent des rôdeurs dans la ville. Rosita et Laura mènent la défense. Rosita se rend chez les Grimes où elle affronte Beta pour protéger Gamma, Beta réussit à la maîtriser et Rosita est sauvée par Gamma qui menace de se suicider si elle la tue. Le lendemain, Rosita fait partie du convoi se rendant à la Colline.
Elle participe au combat contre les Chuchoteurs à la Colline ; elle survivra et fuit la communauté en feu avec Daryl, Jerry, Dianne et Nabila.

### Saison 11
A la fin de la saison 11 Rosita ayant été mordue connaît son destin mais accepte la finalité, elle profite des derniers instants avec ses camarades lors d'un repas, devenant faible elle est installée dans un lit, Daryl la regarde depuis la porte sans prononcer un mot, Maggie et Carol lui font un câlin d'adieu avant de s'éclipser avec tristesse, le père Gabriel fait une prière pendant que Rosita admire une toute dernière fois sa fille Coco, Gabriel finissant sa prière prend Coco et sort de la pièce laissant place à Eugène. Eugène est désemparé et reste avec tristesse jusqu'au dernier instant de Rosita avant qu'elle succombe de sa morsure à l'épaule gauche faîte par un zombie plus tôt. Plus tard, une plaque lui est érigée avec comme inscription "Rosita Espinosa", Eugène nommera son enfant "Rosie" en hommage à Rosita.

## Anecdotes
- A la fin de la saison 9, elle et Eugène sont les deux derniers personnages introduits en saison 4..
- Après la disparition de Rosita on apprend qu'Eugène donne le prénom "Rosie" à son enfant en hommage à Rosita